# Liste der Bodendenkmale in Bördeland
In der Liste der Bodendenkmale in Bördeland sind alle Bodendenkmale der Gemeinde Bördeland und ihrer Ortsteile aufgelistet. Grundlage ist die Veröffentlichung der Landesdenkmalliste mit Stand vom 25. Februar 2016.  Die Baudenkmale sind in der Liste der Kulturdenkmale in Bördeland aufgeführt.
| Denkmal-ID | Fundart             | Ortsteil       | Bezeichnung                                | Zeitstellung | Lage                                                                        | Bemerkungen | Bild |
| ---------- | ------------------- | -------------- | ------------------------------------------ | ------------ | --------------------------------------------------------------------------- | --- | ---- |
| 428310139  | besonderer Stein    | Biere          | Steinkreuz                                 | Mittelalter  | im Ort, an der Straße nach Welsleben, linke Seite (Lage)                    | Dicht an der Straße. Ein Kreuzarm leicht beschädigt, Kreuz mit Flechten bewachsen. |      |
| 428310203  | Grabmal             | Eggersdorf     | Grabhügel (LB 659), Megalithgrab?          | undatiert    | nordwestl. des Ortes („Beinhochberg“) (Lage)                                | 8 × 2 m großer Bereich auf einer Anhöhe, 4 große und 10 kleinere Findlinge bzw. Steine. Steine liegen vermutlich auf der höchsten Stelle, evtl. Grabanlage. |      |
| 428310179  | Grabmal > Grabhügel | Großmühlingen  | Grabhügel auf Geländekuppe – kein OBD      | undatiert    | westl. des Ortes, nördl. der Straße nach Großmühlingen ()                   | Markante Hügelkuppe im Gelände, obertägig kein Grabhügel lokalisierbar. |      |
| 428311133  | Befestigung > Burg  | Großmühlingen  | Burghügel / Warte, ursprünglich Grabhügel? | undatiert    | 1 km SÖ Ort (Lage)                                                          | Warthügel, möglicherweise ursprünglich vorgeschichtlicher Grabhügel, hierfür aber bisher kein Nachweis. Durchmesser ca. 40 m, darauf Ruinenreste eines Wartturmes. |      |
| 428310176  | Befestigung > Burg  | Großmühlingen  | überbaute Wasserburg, Schloss              | Mittelalter  | nordwestl. des Dorfkerns (Lage)                                             | Über 10 m breiter Graben, 1–1,5 m hoher, runder Wall mit geradem kurzem, vermutlich jüngeren Erweiterungsstück, davor ein schmaler Graben. Unter Schutz seit 1. Oktober 1960. |      |
| 428310177  | Grabmal > Grabhügel | Kleinmühlingen | 6 Hügelgräber, Burghügel, Wall?            | undatiert    | 400 m südöstl. des Dorfes, Kirchberg (heute wohl Mühlenberg genannt) (Lage) | Grabhügel 1 evtl. mehrere Hügel, 30 m lang, 10 m breit, evtl. mit aufgesetztem Hügel, Höhe 2 m; Grabhügel 2 Durchmesser 15–20 m, Höhe 2–3 m; Grabhügel 3 Durchmesser 12 m, Höhe 1,5–2 m; Grabhügel 4 oval, 15 mal 10 m, Höhe 1,5 m; Grabhügel 5: Durchmesser 8 m, Höhe 1–1,5 m, getrichtert Grabhügel 6: Durchmesser 12 m, Höhe 1 m; Burghügel bebaut mit Mühle |      |
| 428310140  | besonderer Stein    | Welsleben      | Stein mit Kreuz                            | Mittelalter  | an der Kirche, liegend, seitlich vor dem Eingang (rechts) (Lage)            | Bemoost und mit Flechten bewachsen. Grünlicher Buntsandstein, liegt ungeschützt seitlich vor dem Eingang der Kirche. |      |
| 428310186  | Befestigung > Burg  | Welsleben      | Burganlage (eingepflügt) – kein OBD        | Mittelalter  | nordöstl. in der Nähe des Röthegrabens ()                                   | Deutliche Geländekuppe, jedoch keine Strukturen erkennbar. |      |